# Cuarto (zoología)

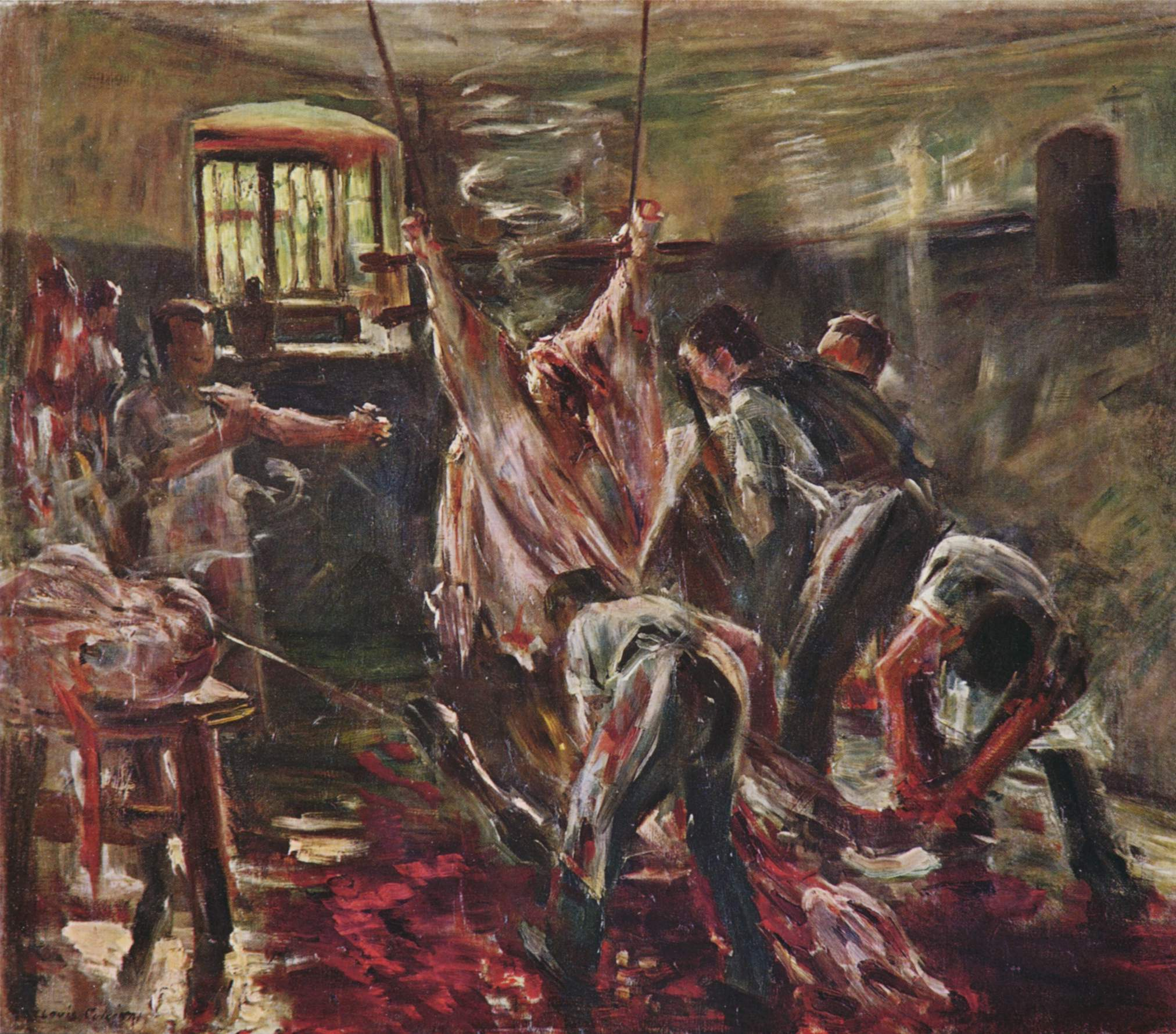

En los animales sacrificados para el consumo se llama cuarto las cuatro partes en que puede dividirse su cuerpo partiéndolo primero en dos partes simétricas y después cada una de estas mitades en dos cuartos que resultan diferentes. Así suele decirse un cuarto de cabrito, de gallina, etc., los de delante y de atrás con los nombres de cuartos de brazuelo y de las piernas , o del ala y del muslo, según los casos.
En las reses vivas, más todavía en los équidos, suele aplicarse la palabra cuarto  en un sentido que no corresponde a su etimología, llamándose cuarto delantero al conjunto del cuello, el tórax y las extremidades torácicas, y cuarto trasero al de la grupa y las extremidades abdominales. 
Algunas veces se denomina también cuarto medio o de en medio, a la parte media del tronco. Al hablar de este modo resultan, pues, sólo tres cuartos, como máximo, en el cuerpo de un animal.